# Arturo, duca di Connaught e Strathearn
Arturo Guglielmo Patrizio Alberto di Sassonia-Coburgo-Gotha (Buckingham Palace, 1º maggio 1850 – Bagshot Park, 16 gennaio 1942) è stato principe del Regno Unito e duca di Connaught e Strathearn; era il settimo figlio della regina Vittoria del Regno Unito e di Alberto di Sassonia-Coburgo-Gotha.

## Biografia

### Infanzia
Arturo nacque a Buckingham Palace il 1º maggio 1850, settimo figlio e terzo maschio della regina Vittoria e del principe consorte Alberto. Venne quindi battezzato dall'arcivescovo di Canterbury, John Bird Sumner, il 22 giugno, nella cappella privata del palazzo e suoi padrini furono il principe Guglielmo di Prussia, la sua prozia paterna principessa Ida di Sassonia-Meiningen (in nome della quale presenziò sua nonna, la duchessa di Kent) e il duca di Wellington.
Arturo, dicono le fonti, era un bambino obbediente e tranquillo, che somigliava moltissimo al padre. Era il figlio maschio preferito di Vittoria.
Sebbene lui e i fratelli ricevessero un'educazione rigida, era comunque permesso loro di giocare liberamente. A Osborne House, residenza estiva della famiglia reale, davano libero sfogo alla loro vivacità. Compagno di giochi era l'affettuoso padre Alberto, che a volte costruiva loro dei giocattoli.

### La carriera militare

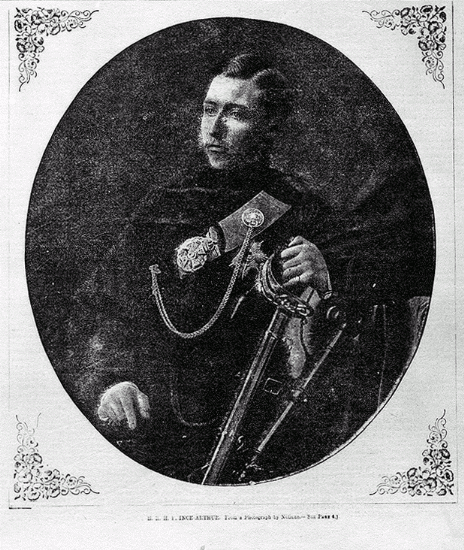
Il principe Arturo agli inizi della sua carriera militare (1869)

Sin dalla giovane età, Arturo sviluppò un grande interesse per la carriera militare e nel 1866, seguendo le sue naturali inclinazioni, venne arruolato nel Royal Military College a Woolwich, dove si diplomò due anni più tardi ed ottenne il grado di tenente del corpo dei Royal Engineers dal 18 giugno 1868. Trasferito al Royal Regiment of Artillery il 2 novembre 1868, il 2 agosto 1869 passò alla Rifle Brigade, il reggimento di suo padre, con cui ebbe modo di recarsi in Sudafrica, in Canada nel 1869, in Irlanda, in Egitto nel 1882 e in India dal 1886 al 1890.
In Canada Arturo, come ufficiale del distaccamento di Montréal della Rifle Brigade, trascorse un anno di addestramento e venne coinvolto nella difesa del dominion dai raid feniani; inizialmente il principe era stato tenuto in disparte, in quanto si riteneva che i Feniani, supportati dagli Stati Uniti, avrebbero puntato proprio a lui nel conflitto, ma successivamente venne deciso che le sue doti militari venivano prima di ogni altra cosa. Subito dopo il suo arrivo ad Halifax, Arturo visitò il Canada per otto settimane e nel gennaio del 1870 si recò anche a Washington, ove incontrò il presidente degli Stati Uniti, Ulysses Simpson Grant. Durante il suo servizio in Canada prese parte alle cerimonie d'investitura a Montréal, venendo invitato a balli e garden party, oltre ad assistere all'apertura del parlamento a Ottawa (primo membro della famiglia reale a presenziare a questo evento),. Tutti questi atti vennero debitamente documentati fotograficamente e poi spediti alla regina Vittoria. Oltre agli eventi mondani, il principe prese parte il 25 maggio 1870 alla battaglia di Eccles Hill, sconfiggendo le forze dei Feninani e ricevendo la medaglia per la campagna corrispondente.
Arturo impressionò positivamente molti canadesi. Il 1º ottobre 1869 ricevette il titolo di Capo delle Sei Nazioni dagli Irochesi della riserva del Grand River in Ontario ed il nome di Kavakoudge (che significa "il sole che vola da est a ovest sotto la guida del Grande Spirito"), il che gli consentì di sedere nei consigli tribali e votare in materia di governo delle tribù. La sua nomina a Capo delle Sei Nazioni, inoltre, rompeva la secolare tradizione del numero massimo di 50 capi consentiti, in quanto egli era il cinquantunesimo. Del principe, lady Lisgar, moglie del successivo Governatore Generale del Canada Lord Lisgar, disse in una lettera alla regina Vittoria quanto i canadesi lo riattendessero un giorno come governatore generale.
Arturo venne promosso al rango onorario di colonnello il 14 giugno 1871, a quello effettivo di tenente-colonnello nel 1876 e a quello effettivo di colonnello di servizio il 29 maggio 1880. Tredici anni dopo, il 19 aprile 1893, venne nominato generale. Il principe aveva sperato di succedere al cugino della madre, il principe Giorgio, duca di Cambridge, come comandante in capo del British Army, dopo che quest'ultimo era stato forzato a ritirarsi nel 1895. Questo desiderio non venne soddisfatto, ma Arturo ottenne il comando del distretto meridionale di Aldershot nel 1896. Il 1º maggio 1900, in occasione del suo cinquantesimo compleanno, venne promosso dalla madre feldmaresciallo, giungendo a ricoprire altre cariche di massimo rilievo come quella di Comandante in Capo dell'Irlanda (1900-1904) e Ispettore Generale delle Forze (1904-1907).

### Gli incarichi di rappresentanza ed il matrimonio contestato
Il giorno del compleanno di sua madre, nel 1874, Arturo venne creato pari del Regno Unito con i titoli di Duca di Connaught e Strathearn e Conte di Sussex. Nel 1899 Arturo divenne il primo in linea di successione al trono del ducato di Sassonia-Coburgo-Gotha, in seguito alla morte di suo nipote Alfredo di Sassonia-Coburgo-Gotha, unico figlio maschio del fratello maggiore Alfredo. Egli decise però di rinunciare pochi giorni dopo ai suoi diritti di successione al ducato in favore di suo nipote, Carlo Edoardo, figlio postumo del principe Leopoldo, duca di Albany.
Arturo era un donnaiolo, ma aveva recato un solo grosso dispiacere alla madre: si era fidanzato infatti con una principessa che a Vittoria non piaceva. Si trattava di Luisa Margherita di Prussia, figlia dello stravagante cugino di Federico Carlo di Prussia e nipote dell'imperatore tedesco Guglielmo I. Era una ragazza di aspetto poco regale e dal viso per niente bello; al di là dell'aspetto fisico, il neo della ragazza era la separazione dei genitori, situazione alquanto scandalosa. A Vittoria dunque dispiaceva che il figlio prediletto dovesse gettare al vento ogni possibilità di prestigio sposando quella ragazza di tono decisamente inferiore, per quanto membro di una casata tra le più potenti d'Europa. Alla fine il matrimonio venne celebrato comunque, nella Cappella di San Giorgio del castello di Windsor, il 13 marzo 1879.
Per molti anni Arturo ebbe una relazione con Lady Leonie Leslie, sorella di lady Randolph Churchill, pur rimanendo per sempre devoto alla moglie.
Oltre alla carriera militare egli continuò a svolgere i propri compiti ufficiali compiendo un nuovo tour in Canada con la moglie nel 1890 e fermandosi in tutte le principali città del paese, mentre nel 1895 ritornò in India per qualche settimana. Nel 1910 il duca viaggiò a bordo della Balmoral Castle della Union-Castle Line verso il Sudafrica, per aprire la prima sessione del nuovo parlamento dell'Unione da poco formatasi, per poi fermarsi a Johannesburg il 30 novembre, ove pose la prima pietra del "Rand Regiments Memorial", dedicato ai soldati inglesi morti durante la seconda guerra boera.
Quando suo fratello maggiore ascese al trono nel 1901 con il nome di Edoardo VII il principe Arturo ricoprì la posizione di Gran Maestro della United Grand Lodge of England e venne rieletto per altre 37 volte.

### Governatore Generale del Canada

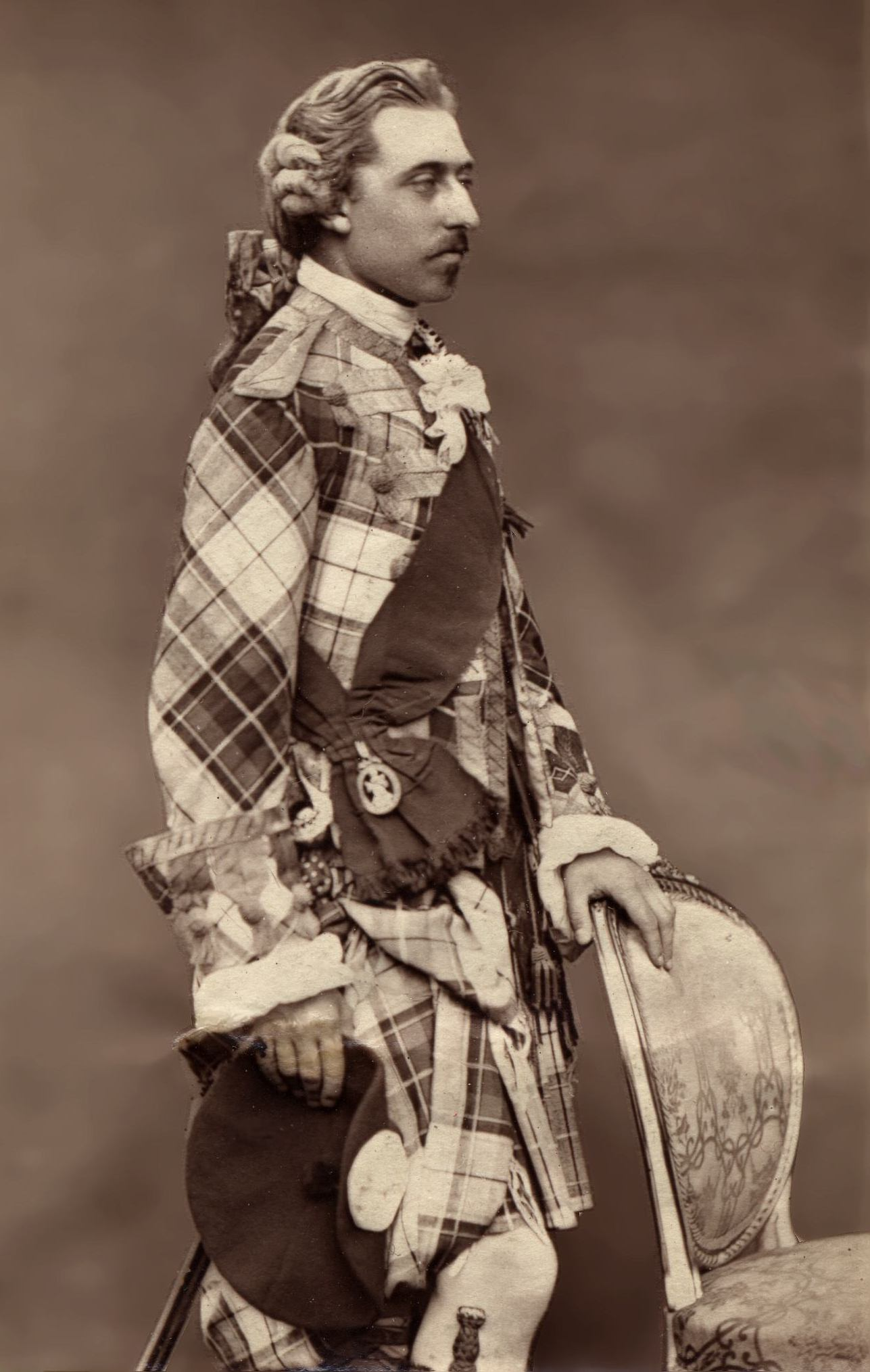
Il principe Arturo nelle vesti di nobile scozzese del XVIII secolo, fotografia del 1875

Il 6 marzo 1911 venne annunciato che il re Giorgio V, assistito da una commissione presieduta da funzionari canadesi, aveva deciso di nominare il duca di Connaught nuovo Governatore Generale del Canada, primo membro della famiglia reale inglese a ricoprire questo incarico.
In Canada Arturo portò con sé la moglie e la figlia minore, che divennero figure estremamente popolari tra i canadesi. Il Governatore Generale viaggiò con la famiglia nel paese, prendendo parte a molte cerimonie, come l'apertura del Parlamento nel 1911 (alla quale Arturo si presentò con l'alta uniforme da feldmaresciallo, mentre sua moglie indossò il vestito usato l'anno precedente per l'incoronazione del re) e, nel 1917, presenziò alla ricostruzione del Centre Block della Parliament Hill ponendo la stessa pietra inaugurale posta da suo fratello Edoardo il 1º settembre 1860 quando la struttura stava per essere eretta per la prima volta. La famiglia si recò negli Stati Uniti nel 1912, ove Arturo ebbe l'occasione di conoscere un nuovo presidente, William Howard Taft.
Tornato a Ottawa la vita del duca di Connaught era scandita dalla presenza quattro giorni su sette nel suo ufficio a Parliament Hill, ove riceveva dignitari e politici. Il duca colse l'occasione per imparare il pattinaggio su ghiaccio, dando sfarzose feste a tema presso la residenza viceregale Rideau Hall, che fece ristrutturare ed ampliare. La famiglia si dedicò anche a sport all'aria aperta, come la caccia e la pesca.
Nel 1914 scoppiò la prima guerra mondiale e i canadesi vennero chiamati alle armi contro la Germania e l'Impero austro-ungarico. Il principe Arturo mantenne un ruolo secondario nelle forze dell'Impero britannico, prestando servizio come colonnello in capo dei Cape Town Highlanders Regiment, rimanendo comunque in Canada dopo l'inizio del conflitto mondiale, ritenendo che i canadesi necessitassero di una migliore preparazione prima di partire per la guerra. Durante questo periodo egli fondò anche la Connaught Cup per la Royal Northwest Mounted Police per incoraggiare i soldati locali. Egli fu anche particolarmente attivo nei servizi ausiliari e caritatevoli e visitò molti ospedali di guerra.
L'operato di Arturo come reclutatore di forze, ad ogni modo, veniva visto non positivamente da personaggi come il Sottosegretario di stato alla guerra Edward Stanton, il quale scrisse che "il duca lavorava sotto l'handicap della sua posizione come membro della famiglia reale e non aveva saputo tener conto delle sue limitazioni come governatore generale." Nel contempo, la duchessa di Connaught lavorò per la Croce Rossa e per altre numerose organizzazioni di supporto. Ella fu anche Colonnello in Capo del Duchess of Connaught's Own Irish Canadian Rangers Battalion, uno dei reggimenti del corpo di spedizione canadese in Europa. Dopo la guerra, Arturo commissionò in memoria dei caduti della grande guerra una vetrata istoriata, che si trova oggi nella St. Bartholomew's Church, presso Rideau Hall.

### Morte

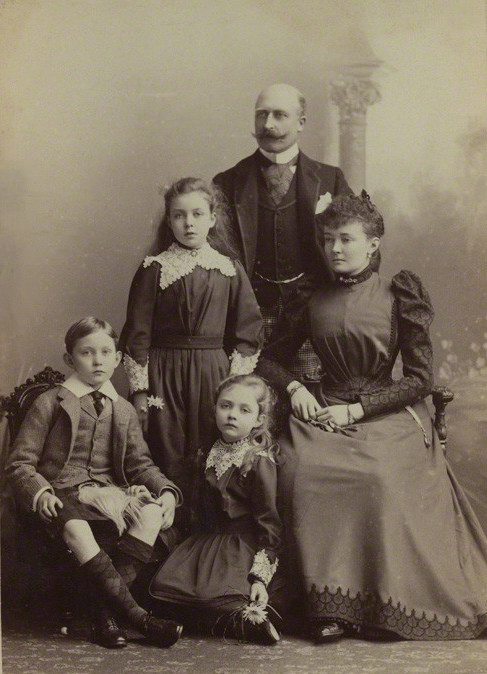
Arturo di Connaught e la sua famiglia

Dopo il suo servizio in Canada il duca di Connaught non ricevette altri incarichi pubblici. Nel 1921 viaggiò in India, dove aprì ufficialmente la nuova Central Legislative Assembly, il Consiglio di Stato e la Camera dei Principi. Come presidente della Boy Scouts Association ed essendo anche uno dei più fervidi amici e sostenitori di Lord Baden-Powell, presenziò all'apertura della sede del 3º Jamboree mondiale dello scautismo ad Arrowe Park.
Il duca, sebbene molto anziano, prestò servizio militare anche durante la seconda guerra mondiale, dove veniva visto come lo "spirito anziano" delle reclute. La duchessa sua moglie, che si era ammalata negli anni precedenti, era morta nel marzo del 1917. Una delle ultime cerimonie cui il principe Arturo partecipò fu l'incoronazione di re Giorgio VI e della regina Elisabetta nel 1937.
Il principe Arturo morì a Bagshot Park nel 1942 e venne sepolto nel Royal Burial Ground a Windsor. Fu l'ultimo figlio maschio della regina Vittoria a morire.

## Discendenza
Dal matrimonio tra Arturo e Luisa Margherita di Prussia nacquero tre figli:
- Margherita di Connaught (15 gennaio 1882 – 1º maggio 1920), sposata con Gustavo VI Adolfo di Svezia da cui ebbe 5 figli;
- Arturo di Connaught (13 gennaio 1883 – 12 settembre 1938), sposato con Alexandra Duff, duchessa di Fife da cui ebbe 1 figlio;
- Patrizia di Connaught (17 marzo 1886 – 12 gennaio 1974), sposata con Sir Alexander Ramsay da cui ebbe 1 figlio.

## Onorificenze

Il monogramma personale del principe Arturo, duca di Connaught e Strathearn.

### Onorificenze britanniche

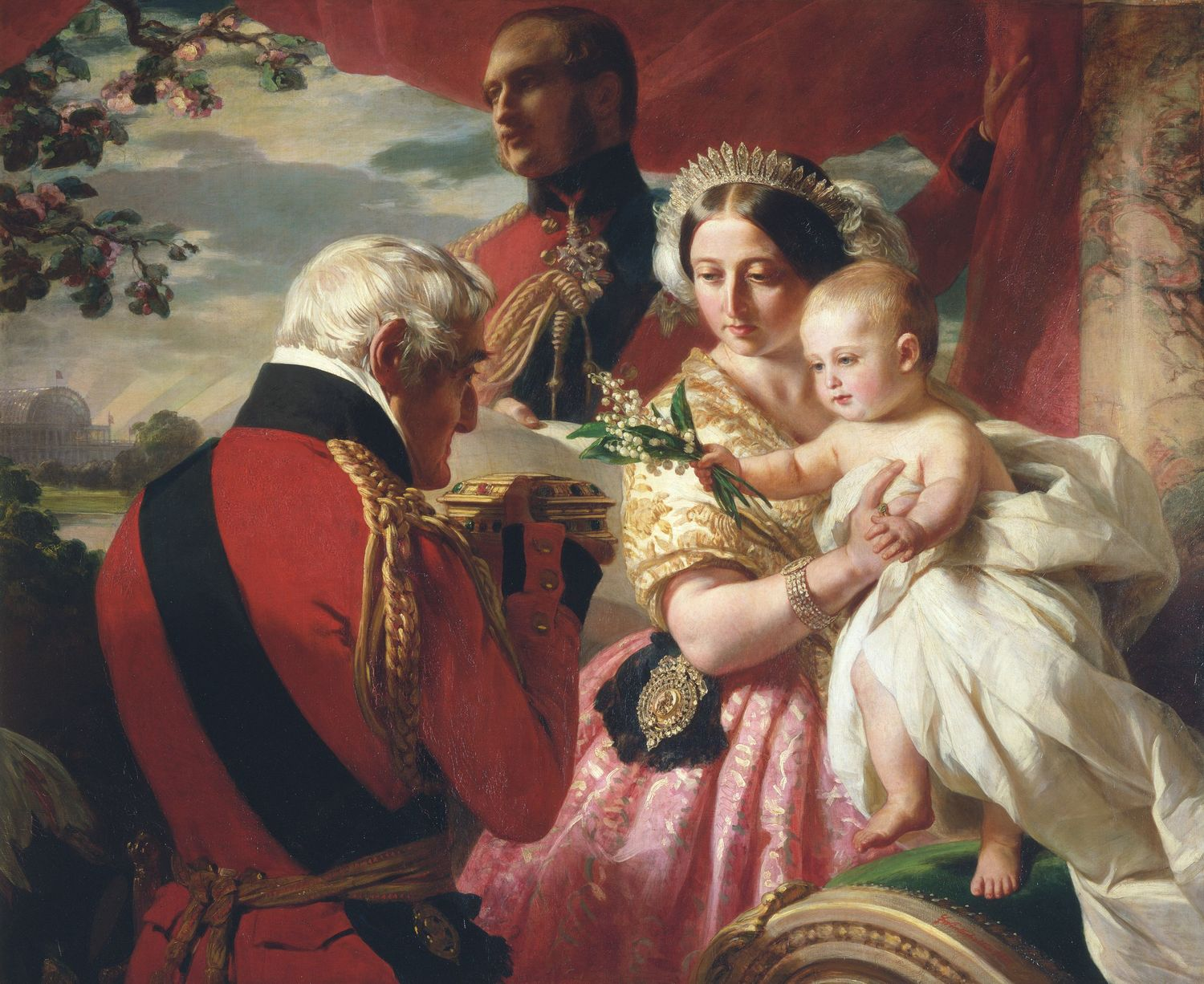
1º maggio 1851 è il titolo del dipinto qui raffigurato: l'immagine mostra il duca di Wellington (di spalle) nell'atto di offrire un dono alla regina Vittoria, al principe Alberto ed al principe Arturo infante, in un contesto che sembra richiamare l'Adorazione dei Magi. Il dipinto venne commissionato dalla regina Vittoria per commemorare il 1º maggio 1851, data molto significativa in quanto quello fu il primo compleanno del principe Arturo, l'ottantaduesimo compleanno del duca di Wellington (padrino di Arturo) ed il giorno dell'apertura della Grande Esibizione (si noti il Crystal Palace sullo sfondo). Il piccolo principe, inoltre, porta in mano dei mughetti che sono il fiore beneaugurante tradizionalmente legato al 1º maggio.

## Ascendenza
|                                       |                             |                                                 | Genitori                                        |  |  | Nonni |  |  | Bisnonni                                        |  |  | Trisnonni                                     |  |
|                                       |                             |                                                 |                                                 |  |  |       |  |  | Francesco Federico di Sassonia-Coburgo-Saalfeld |  |  | Ernesto Federico di Sassonia-Coburgo-Saalfeld |  |
|                                       |                             |                                                 |                                                 |  |  |       |  |  | Francesco Federico di Sassonia-Coburgo-Saalfeld |  |  | Ernesto Federico di Sassonia-Coburgo-Saalfeld |  |
|                                       |                             | Sofia Antonia di Brunswick-Wolfenbüttel         |                                                 |  |  |       |  |  | Francesco Federico di Sassonia-Coburgo-Saalfeld |  |  |                                               |  |
| Ernesto I di Sassonia-Coburgo-Gotha   |                             |                                                 |                                                 |  |  |       |  |  | Francesco Federico di Sassonia-Coburgo-Saalfeld |  |  |                                               |  |
|                                       |                             | Augusta di Reuss-Ebersdorf                      | Enrico XXIV di Reuss-Ebersdorf                  |  |  |       |  |  |                                                 |  |  |                                               |  |
|                                       |                             | Augusta di Reuss-Ebersdorf                      | Enrico XXIV di Reuss-Ebersdorf                  |  |  |       |  |  |                                                 |  |  |                                               |  |
|                                       |                             | Augusta di Reuss-Ebersdorf                      | Carolina Ernestina di Erbach-Schönberg          |  |  |       |  |  |                                                 |  |  |                                               |  |
| Alberto di Sassonia-Coburgo-Gotha     |                             | Augusta di Reuss-Ebersdorf                      |                                                 |  |  |       |  |  |                                                 |  |  |                                               |  |
|                                       |                             | Augusto di Sassonia-Gotha-Altenburg             | Ernesto II di Sassonia-Gotha-Altenburg          |  |  |       |  |  |                                                 |  |  |                                               |  |
|                                       |                             | Augusto di Sassonia-Gotha-Altenburg             | Ernesto II di Sassonia-Gotha-Altenburg          |  |  |       |  |  |                                                 |  |  |                                               |  |
|                                       |                             | Augusto di Sassonia-Gotha-Altenburg             | Carlotta di Sassonia-Meiningen                  |  |  |       |  |  |                                                 |  |  |                                               |  |
| Luisa di Sassonia-Gotha-Altenburg     |                             | Augusto di Sassonia-Gotha-Altenburg             |                                                 |  |  |       |  |  |                                                 |  |  |                                               |  |
|                                       |                             | Luisa Carlotta di Meclemburgo-Schwerin          | Federico Francesco I di Meclemburgo-Schwerin    |  |  |       |  |  |                                                 |  |  |                                               |  |
|                                       |                             | Luisa Carlotta di Meclemburgo-Schwerin          | Federico Francesco I di Meclemburgo-Schwerin    |  |  |       |  |  |                                                 |  |  |                                               |  |
|                                       |                             | Luisa Carlotta di Meclemburgo-Schwerin          | Luisa di Sassonia-Gotha-Altenburg               |  |  |       |  |  |                                                 |  |  |                                               |  |
| Arturo di Sassonia-Coburgo-Gotha      |                             | Luisa Carlotta di Meclemburgo-Schwerin          |                                                 |  |  |       |  |  |                                                 |  |  |                                               |  |
|                                       | Giorgio III del Regno Unito | Federico di Hannover                            |                                                 |  |  |       |  |  |                                                 |  |  |                                               |  |
|                                       | Giorgio III del Regno Unito | Federico di Hannover                            |                                                 |  |  |       |  |  |                                                 |  |  |                                               |  |
|                                       | Giorgio III del Regno Unito | Augusta di Sassonia-Gotha-Altenburg             |                                                 |  |  |       |  |  |                                                 |  |  |                                               |  |
| Edoardo Augusto di Hannover           | Giorgio III del Regno Unito |                                                 |                                                 |  |  |       |  |  |                                                 |  |  |                                               |  |
|                                       |                             | Carlotta di Meclemburgo-Strelitz                | Carlo Ludovico Federico di Meclemburgo-Strelitz |  |  |       |  |  |                                                 |  |  |                                               |  |
|                                       |                             | Carlotta di Meclemburgo-Strelitz                | Carlo Ludovico Federico di Meclemburgo-Strelitz |  |  |       |  |  |                                                 |  |  |                                               |  |
|                                       |                             | Carlotta di Meclemburgo-Strelitz                | Elisabetta Albertina di Sassonia-Hildburghausen |  |  |       |  |  |                                                 |  |  |                                               |  |
| Vittoria del Regno Unito              |                             | Carlotta di Meclemburgo-Strelitz                |                                                 |  |  |       |  |  |                                                 |  |  |                                               |  |
|                                       |                             | Francesco Federico di Sassonia-Coburgo-Saalfeld | Ernesto Federico di Sassonia-Coburgo-Saalfeld   |  |  |       |  |  |                                                 |  |  |                                               |  |
|                                       |                             | Francesco Federico di Sassonia-Coburgo-Saalfeld | Ernesto Federico di Sassonia-Coburgo-Saalfeld   |  |  |       |  |  |                                                 |  |  |                                               |  |
|                                       |                             | Francesco Federico di Sassonia-Coburgo-Saalfeld | Sofia Antonia di Brunswick-Wolfenbüttel         |  |  |       |  |  |                                                 |  |  |                                               |  |
| Vittoria di Sassonia-Coburgo-Saalfeld |                             | Francesco Federico di Sassonia-Coburgo-Saalfeld |                                                 |  |  |       |  |  |                                                 |  |  |                                               |  |
|                                       |                             | Augusta di Reuss-Ebersdorf                      | Enrico XXIV di Reuss-Ebersdorf                  |  |  |       |  |  |                                                 |  |  |                                               |  |
|                                       |                             | Augusta di Reuss-Ebersdorf                      | Enrico XXIV di Reuss-Ebersdorf                  |  |  |       |  |  |                                                 |  |  |                                               |  |
|                                       |                             | Augusta di Reuss-Ebersdorf                      | Carolina Ernestina di Erbach-Schönberg          |  |  |       |  |  |                                                 |  |  |                                               |  |
|                                       |                             | Augusta di Reuss-Ebersdorf                      |                                                 |  |  |       |  |  |                                                 |  |  |                                               |  |